# Урдангарин-и-Бурбон, Хуан
Хуан Валентин де Тодос лос Сантос Урдангарин-и-Бурбон (исп. Juan Valentín de Todos los Santos Urdangarin y Borbón; род. 29 сентября 1999, Барселона) — Испанский аристократ. Старший сын инфанты Кристины де Бурбон и бывшего гандболиста Иньяки Урдангарина. Занимает 7 место в линии наследования испанского престола.

## Биография
Хуан родился 29 сентября 1999 года в клинике Текнон в Барселоне в 2:10 ночи с весом 4 килограмма и ростом 53 сантиметра. Он был вторым внуком короля Испании, Хуана Карлоса I.
Его крещение прошло 12 декабря 1999 года во дворце Сарсуэла. Его крестил архиепископом Мадрида Руко Варелой. Его крестными родителями являются его тетя по материнской линии, инфанта Елена, герцогиня Луго, и его дядя по отцовской линии, Мигель Урдангарин.
С рождения и до 2009 года жил в Барселоне и учился во Французском лицее.
В 2009 году семья переехала в Вашингтон. В 2012 году они вернулись в Барселону, но в сентябре 2014 года после коррупционного скандала вокруг его родителей, переехали в Женеву.
В 2017 году международную школу окончил Ecolint, в Швейцарии. В следующем году он поступил в Университет Эссекса, чтобы получить степень в области международных отношений. Он окончил его в 2021 году.
Он реализовал несколько волонтерских проектов в Индии и Камбодже.
На данный момент он проживает в Лондоне. Работает волонтёром в компании «Extreme E». Как и его отец он любит играть в гандбол. В прессе его описывают как очень закрытого человека.

## Титулы и обращения
- с 29 сентября 1999: Его Превосходительство дон Хуан Валентин де То́дос лос Са́нтос Урдангарин-и-Бурбо́н, гранд Испании.